# Erga omnes
Erga Omnes (slovensko: proti vsem) je latinski izraz, ki se v pravni literaturi uporablja za pravice ali obveznosti, ki veljajo oz. so izvršljive proti vsakomur.
Za pravice stvarnega prava (lastninska pravica, služnost, zastavna pravica, stavbna pravica, zemljiški dolg in pravica stvarnega bremena) velja, da učinkujejo Ergo Omnes. Brez pravne podlage ne more nihče poseči v stvarnopravne pravice, ki jih ima imetnik v oblasti.
Zaradi te strogosti je število stvarnih pravic regulirano in točno določeno - načelo omejenega števila pravic stvarnega prava (numerus clausus). To pomeni, da se lahko te pravice pojavljajo samo v obliki in številu kot jih določa zakon.